# 放射性同位素熱電機

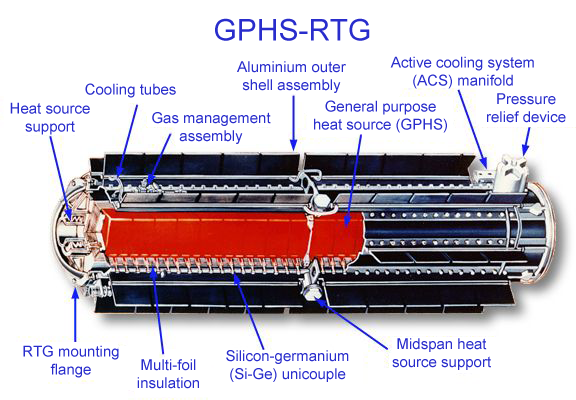
卡西尼探测器上所使用的放射性同位素热能发电机示意图

放射性同位素热能发电机（英語：Radioisotope Thermoelectric Generator，简称或），是一种核电池，它使用一组热电偶通过塞贝克效应将合适放射性材料衰变所释放的热能转换成电能，这种发电机没有活动部件。
放射性同位素热能发电机已被用作人造卫星、太空探测器以及无人值守的远程设施如苏联在北极圈内建造的一系列灯塔的电源。在燃料电池、蓄电池或发电机无法长时间经济地提供数百瓦（或更低）电力的情况下，以及在太阳能电池不实用的地方，这种发电机通常是最理想的无需维护型电源，但它的安全使用要求在装置使用期结束后很长一段时间内对放射性同位素进行严格管理。製造也非常麻煩，需要使用核反應爐的廢料進行合成，因此，放射性同位素热能发电机的成本，往往限制了它们在罕见或特殊场合下的应用。

## 历史

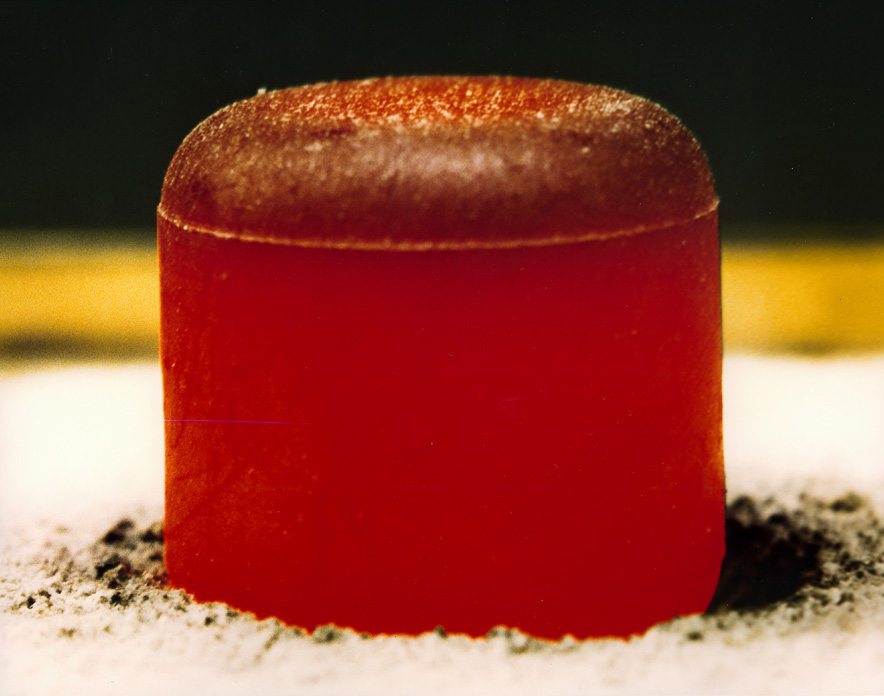
卡西尼和伽利略号探测器上放射性同位素热能发电机所用的二氧化钚^{238}球芯。该照片是在用石墨毯将小球保温数分钟，然后撤去包裹毯拍摄的。由于放射性衰变(主要是α粒子)产生的热量，球芯呈现炽红状，初始输出功率为62瓦。

放射性同位素热能发电机是1954年由土墩实验室(Mound Laboratories)两位科学家“肯·乔丹”(Ken Jordan)和“约翰·伯登”(John Birden)所发明，2013年两人均入选国家发明家名人堂。1957年1月1日，乔丹和伯登与美国陆军信号部队签订了一份放射性材料和热电偶研究合同(R-65-8- 998 11-SC-03-91)，这些材料和热电偶适用于将钋-210产生的热能直接转换为电能。20世纪50年代末，位于俄亥俄州迈阿密斯堡的土墩实验室根据与美国原子能委员会签订的合同，开发出了放射性同位素热能发电机。项目负责人为伯特伦·C·布兰克博士。
美国发射到太空的第一台放射性同位素热能发电机是1961年搭载在海军子午仪卫星(Transit satellite)上，由96克金属钚-238驱动的核辅助电力系统(斯纳普3B型)；而最早在陆地上的应用案例之一，则是1966年美国海军在阿拉斯加无人居住的小岛-费鲁埃岩(Fairway Rock)的使用，直到1995年，该地点都一直在使用。
放射性同位素热能发电机的常见应用是作为太空航天器的电源，核辅助电力系统(SNAP)装置主要应用在远离太阳，太阳能电池板不起作用地方的探测器上，如先驱者10号、先驱者11号、旅行者1号、旅行者2号、伽利略号、尤利西斯号、卡西尼号、新视野号、火星科学实验室等。该发电机也曾用于驱动两辆海盗号着陆器，以及阿波罗12号到17号宇航员安放在月球上的科学实验装置(斯纳普27型)。由于阿波罗13号登月因故障半途中止，它的放射性同位素热能发电机沉落在汤加海沟附近的南太平洋中。放射性同位素热能发电机还应用在气象(Nimbus)、导航(Transit)和实验(LES)卫星上。相较之下，使用成熟核反应堆的太空飞行器则只属少数：仅有苏联的雷达型海洋监视系列卫星(RORSAT)和美国的SNAP-10A卫星。
除航天器外，前苏联还建造了数千座由放射性同位素热能发电机供电的无人值守灯塔和导航信标。
美国空军使用放射性同位素热能发电机主要为位于阿拉斯加的“Top-ROCC”和“SEEK IGLOO”监视雷达系统的遥感站供电。
在过去，小型“钚电池”(非常小的由钚238供电的放射性同位素热能发电机)被用于心脏起搏器中，以确保非常长的“电池寿命”。截至2004年，大约有90台仍在使用。据报道，到2007年底，这一数字降到仅9台。1966年6月1日，土墩实验室与核燃料与设备公司(NUMEC)合作，开始实施心脏起搏器项目。当认识到火化过程中放射性热源不会完好无损时，该项计划于1972年被取消，因为无法完全确保这些装置不会与使用者的遗体一起火化掉。

## 设计
从核技术标准看，放射性同位素热能发电机的设计原理很简单：主要部件是一只坚固的放射性物质(燃料)容器，将热电偶插入容器壁中，每支热电偶的外端连接在散热片，燃料的放射性衰变产生热量，燃料和散热器之间的温差使热电偶产生发电。
热电偶是一种利用帕尔帖-塞贝克效应将热能直接转换为电能的热电效应装置。它由两种都能导电的金属(或半导体)制成，如果在一个闭合回路中它们相互连接，并且两个连接点的温度不同，则将会在回路中产生流动电流。通常将大量热电偶串联在一起可产生更高的电压。
根据麻省理工学院的唐爽和崔瑟豪斯夫人提出的“唐-崔瑟豪斯理论”，提高电子-空穴的非对称性、增加有效带隙、带边对齐等方法在大多数半导体材料中均可以提高热电机中发电材料系统的能源转换率。通常也可附件材料纳米化的方法，但该方法更适合运用于低载流子浓度的热电发电材料体系。
这种改良后的放射性同位素热电机常用于人造卫星、无人航天器、潜艇中。

## 燃料

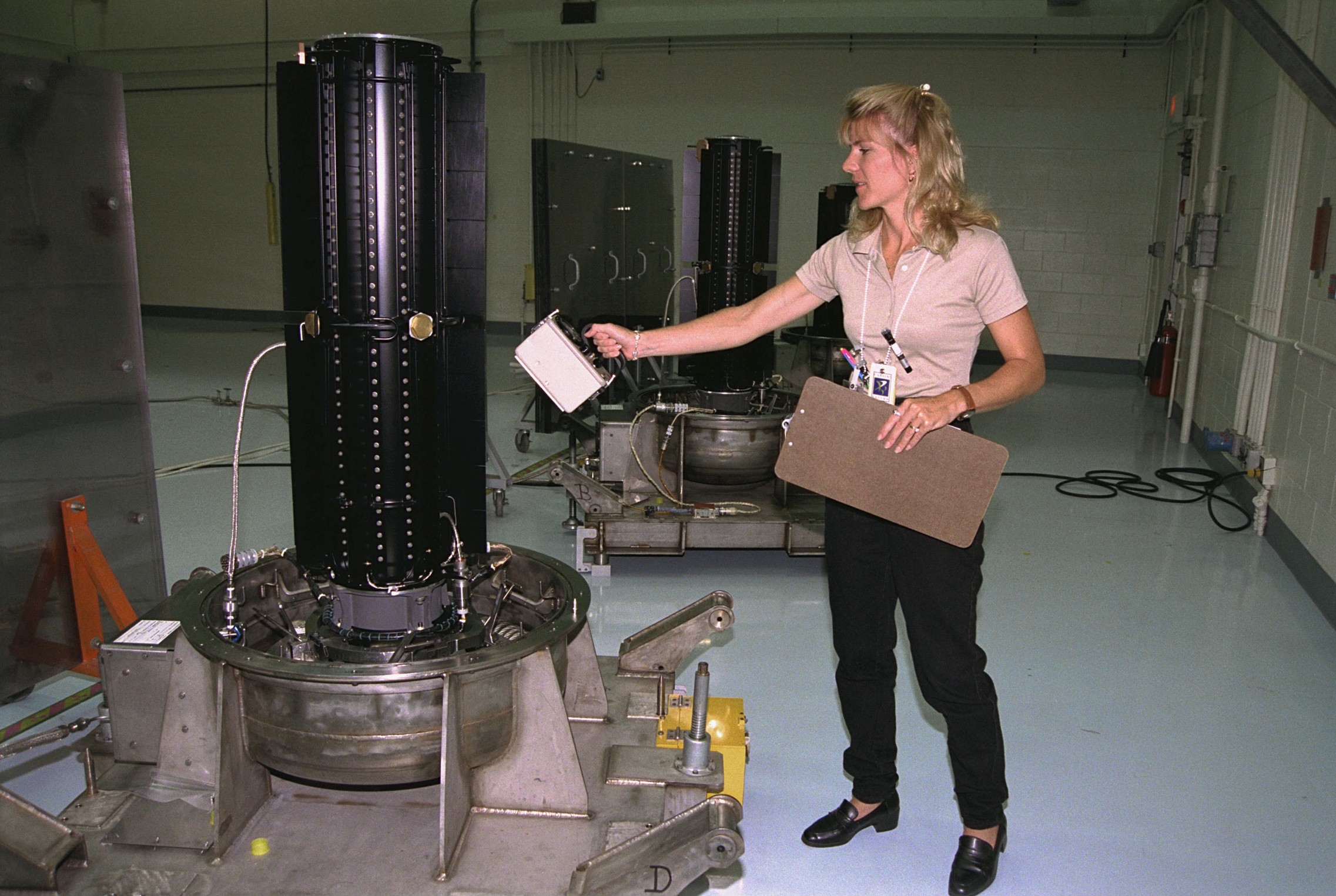
正在对卡西尼号探测器上的放射性同位素热能发电机(RTG)作发射前检查。
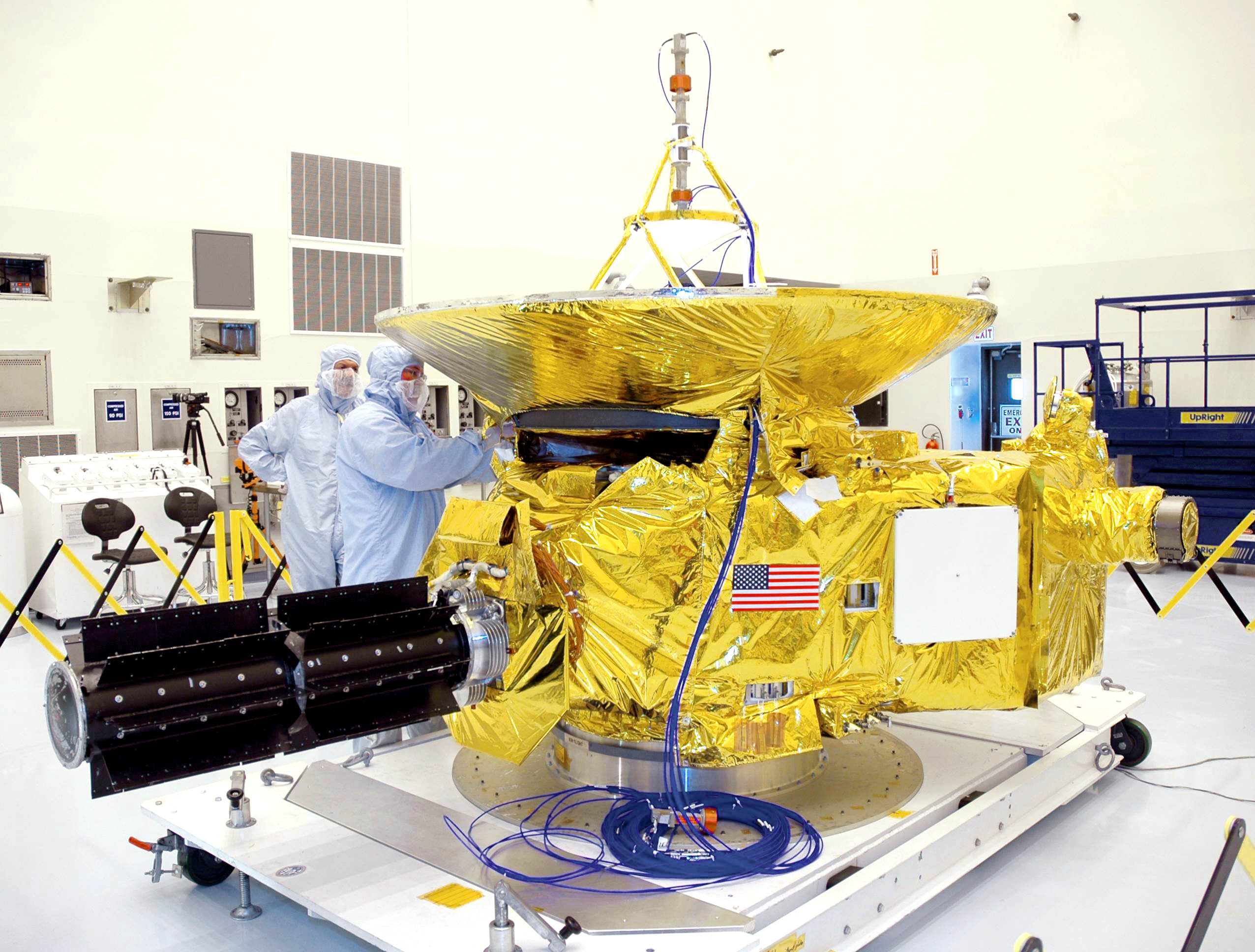
装配大厅中的新视野号。

### 同位素选择标准
放射性同位素热能发电机中使用的放射性物质必须具备以下几种特性:
1. 它的半衰期必须足够长，以便在合理的时间内以相对恒定的速率释放能量。给定的每次释出能量(功率)与半衰期成反比，半衰期为两倍且每次衰变能量相同的同位素将以每摩尔一半的速率释放能量。因此，放射性同位素热能发电机所用放射性同位素的典型半衰期为几十年，尽管半衰期较短的同位素可用于特殊用途。
2. 对于航天用途，每单位质量和体积(密度)的燃料必须能产生大量的能量。除非有尺寸限制，密度和重量对于陆地用途并不重要。如果已知放射性衰变前后的辐射能量或质量损失，衰变能可被计算出来。每次衰变释放的能量与每摩尔的发电量成正比。α衰变释放的能量通常是锶-90或铯-137β衰变的10倍。
3. 辐射必须易于吸收和转化为热辐射的类型，最好是α辐射。β辐射可通过韧致辐射的二次辐射，散发出大量的伽马射线/ X射线辐射，因此需要加重屏蔽。同位素不能产生大量的伽马射线、中子辐射或一般通过其他衰变模式或衰变链导致的贯穿辐射。

前两项标准将整个核素表内可能的燃料限制在原子数为30以下的同位素上。
钚-238、锔-244和锶-90是最常被引用的候选同位素，其他同位素如钋-210、钷-147、铯-137、铈-144、钌-106、钴-60、锔-242、镅-241和铥等也都被研究过。
| 材料  | 屏蔽 | 功率密度(瓦/克) | 功率密度(瓦/克) | 半衰期(年) | 半衰期(年) |
| ----- | ---- | --------------- | --------------- | ---------- | ---------- |
| 钚238 | 低   | 0.54            | 0.54            | 87.7       | 87.7       |
| 锶90  | 高   | 0.46            | 0.46            | 28.8       | 28.8       |
| 钋210 | 低   | 140             | 140             | 0.378      | 0.378      |
| 镅241 | 中   | 0.114           | 0.114           | 432        | 432        |

#### 钚238
钚-238的半衰期为87.7年，合理的功率密度为每克0.57瓦，以及特别低的伽马射线和中子辐射水平。钚238的屏蔽要求最低。只有三种候选同位素符合最后一项标准(并非所有以上列出的同位素)，而且仅需厚度小于25毫米的铅板就可隔离辐射，而钚238(这三种中最好的)的需求量小于2.5毫米，并且在许多情况下钚238在放射性同位素热能发电机中不需要屏蔽，因为套管本身就足够了。钚238以二氧化钚(PuO2)的形式成为放射性同位素热能发电机使用最普遍的燃料。然而，富氧的天然二氧化钚以~23x103个/秒/克的辐射率释放出钚-238中子，相较于金属钚-238，这一辐射率相对偏高。不含轻元素杂质的金属钚-238释出~2.8x103个/秒/克，这些中子是钚-238自发裂变产生的。
金属和氧化物辐射率的不同主要归因于α反应，即中子与氧化物中的氧-18和氧-17发生的反应。以天然形式存在的氧-18正常量为0.204%，而氧-17的正常量为0.037%。二氧化钚中氧-17和氧-18含量的减少将会使氧化物的中子辐射率大大降低，这可以通过氧16的气相交换法来实现。常规批量产出的二氧化钚238沉淀为氢氧化物颗粒，表明在常规基础上的大批量生产能实现氧16的交换。高温焙烧过的二氧化钚238微球成功交换了氧16，显示无论二氧化钚238以前的热处理如何，都会发生交换。
1966年在土墩实验室的心脏起搏器研究中发现，含有正常氧气的二氧化钚中子辐射率降低了五倍，部分原因是土墩实验室从1960年起生产稳定同位素的经验。对于大热源的生产，如没有必需的屏蔽措施，这一过程将被禁止。
与本节讨论的其他三种同位素不同，钚238必须经过专门合成，作为核废料产品它并不充裕。目前，只有俄罗斯保持了高产量，而美国在2013年至2018年间，总产量不超过50克(1.8盎司)。美国相关机构希望以每年300到400克(11到14盎司)的产量生产这种材料。如果这一计划得到资助，其目标将是建立自动化和规模化处理线，以便到2025年平均每年产量可达到1.5千克(3.3磅)。

#### 锶90
锶-90曾被前苏联使用于陆地型放射性同位素热能发电机中，锶90通过伴有少量γ射线的β辐射逐步衰减。虽然它的28.8年的半衰期比钚238短得多，但其衰变能也较低，功率密度为0.46瓦/克。由于其能量输出较低，因此它产生的温度低于钚238，导致发电机效率较低。锶90是一种高产量的核裂变废料，以低廉的价格大量供应。

#### 钋210
美国原子能委员会在1958年首次制造的一些同位素热能发电机原型中曾使用过钋-210。
这种同位素由于其高衰变率，产生出惊人的功率密度(纯钋210的辐射率达140瓦/克)，但由于它138天的极短半衰期，使其用途有限。半克钋210就可达到摄氏500°(华氏900°)以上的高温。由于钋-210是一种纯α射线放射体，不发射明显的伽马或X射线辐射，因此，屏蔽要求也比钚-238低。

#### 镅241
镅-241是一种潜在的候选同位素，其半衰期比钚238更长：镅241的半衰期为432年，可以假设一台装置可提供数世纪的电源，但镅241的功率密度仅为钚238的1/4，且镅241通过衰变链产物产生的穿透辐射比钚238更多，需要更厚的屏蔽保护层。在放射性同位素热能发电机中屏蔽要求属于第三低：次于钚238和钋210。在当前全球钚238短缺的情况下，欧洲空间局正在研究将镅241作为同位素热能发电机的燃料。2019年，英国国家核实验室宣布可用于发电。与钚238相比，它的一个优势是作为核废料产物，几乎是纯净的同位素。为5–50瓦电放射性同位素热能发电机设计的镅241原型发电机预计功率可达2-2.2 瓦电/千克，在这一功率范围内与钚238发电机相当。

## 寿命跨度

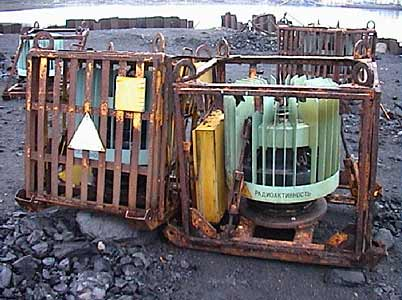
破旧不堪的前苏联锶^{90}热能发电机

大多数放射性同位素热能发电机都使用半衰期为87.7年的钚238为燃料，因此，使用这种材料的发电机每年输出功率将下降1–0.51/87.74或0.787%。
这方面的一个示例是旅行者探测器上使用的数百瓦级放射性同位素热能发电机。截止2000年，即运行23年后，该发电机内的放射性物质功率下降了16.6%，即输出功率只为初始功率的83.4%；从开始时的470瓦功率，经过这一段时间后，降至392瓦。此外，旅行者号发电机另一相关的功率损失因素是将热能转换为电能的双金属热电偶性能下降，发电机目前的工效处于其原始总功率的67%水平上，而非预期的83.4%。到2001年初，“旅行者1号”和“旅行者2号”的同位素热能发电机发电量将分别降至315瓦和319瓦。

### 多任务放射性同位素热电发生器
美国航天局正在开发一种多任务放射性同位素热电发生器(MMRTG)，其中热电偶将由方砷钴矿物(skutterudite)，一种钴砷化物(CoAs3)制成，与目前基于碲的设计相比，它可作用于更小温差下。这意味着一台类似的同位素热能发电机在任务开始时会多提供25%以上的电能，而在17年后至少会增加50%以上。美国太空總署希望在下一个新疆界任务中使用这种设计。

## 效率
放射性同位素热能发电机使用热传导将放射性物质的热量转化为电能。热电模块，虽然非常可靠和持久，但效率非常低，从未达到10%以上的效率，大部分同位素热能发电机的工效在3-7%之间。迄今为止，航天任务中的热电材料包括硅锗合金、碲化铅和锑碲化物、锗及银(TAGS)等。目前利用其他技术提高热能发电效率的研究业已完成，实现更高的效率意味着只需更少的放射性燃料就可产生出同样的电能，因此发电机的总重量会更轻，这也是航天发射成本需考虑的一项至关重要的因素。
热离子转换器-一种基于热离子辐射原理的能量转换装置，其效率可达到10–20%之间，但要求的温度高于标准同位素热能发电机运行时的温度。一些钋210热能发电机原型已使用了热离子技术，其他极有可能的放射性同位素也可以通过这种方法提供能量，但半衰期过短的同位素则不可行。少数太空核反应堆也采用了热离子技术，但核反应堆通常太重，无法在大多数太空探测器上使用。
“热光伏电池”(Thermophotovoltaic cell)的工作原理与太阳能电池相同，只是它们将热表面辐射的红外线光而不是可见光转化为电能。热光伏电池的效率比热电模块(TEMs)稍高，并且可以覆盖在其上，有可能使效率倍增。通过电加热器模拟带有放射性同位素发电机的系统已经证明其效率可达到20%，但还没有用放射性同位素进行过测试。一些理论上的热光伏电池设计效率高达30%，但这些还没有出产或证实。热光伏电池和硅材料的降解速度比金属材料快，尤其是在电离辐射环境下。
动态发电机可提供超过同位素热能发电机四倍转换效率的电能。美国航天局和能源部一直在开发称之为斯特林放射性同位素发电机(SRG)的下一代放射性同位素燃料发电机，它通过自由活塞式斯特林发动机与线性交流发电机耦合，将热量转化为电能。斯特林发电机样机的平均效率为23%，进一步提高发电机冷、热端之间的温度比还可获得更高的效率。在试验装置中，使用非接触运动机件、抗疲劳弯曲轴承以及无润滑和密封环境，经多年测试运行，没有表现出明显的退化损耗。实验结果表明，斯特林放射性同位素发电机可连续运行数十年而无需维护。机械振动可通过实施动态平衡或使用双反向运动活塞来消除。斯特林放射性同位素发电系统的应用范围可涵盖深空、火星和月球探测及其它科学探索任务。
斯特林放射性同位素发电机效率的提升可通过热力学特性的理论比较来证明，如下所示。计算过程已被简化且没考虑所用同位素半衰期较长而导致的热功率输入衰减因素。该分析的假设前提是在实验过程中所观察到的两台处于稳定运行状态的系统(所用数值见下表)。这两种发电机都可简化为热引擎，以便比较它们对应卡诺效率的发电效率。除热源和散热片外，这二台系统被假定为组件。
热效率表达符ηth，由以下公式得出：
{\displaystyle \eta _{\text{th}}={\frac {\text{Desired Output}}{\text{Required Input}}}={\frac {W'_{\text{out}}}{Q'_{\text{in}}}}}
这里的上撇符 ( ' ) 表示时间导数。
按照热力学第一定律的常规形式，功率表达为：
{\displaystyle \Delta E'^{\text{sys}}=Q'_{\text{in}}+W'_{\text{in}}-Q'_{\text{out}}-W'_{\text{out}}\,}
假设系统在稳定状态下运行，则{\displaystyle W'_{\text{in}}=0\,},
{\displaystyle W'_{\text{out}}=Q'_{\text{in}}-Q'_{\text{out}}\,}
则可计算出ηth为11瓦/ 200瓦= 5.5% (斯特林放射性同位素发电机为140瓦/ 500瓦= 28%)。另外，第二定律效率，表示为ηII由以下公式得出:
{\displaystyle \eta _{\text{II}}={\frac {\eta _{\text{th}}}{\eta _{\text{th,rev}}}}}
在此ηth,rev为卡诺效率，由:
{\displaystyle \eta _{\text{th}}=1-{\frac {T_{\text{heat sink}}}{T_{\text{heat source}}}}}
其中:Theat sink为外部温度(已测量到多任务放射性同位素热能发电机(MMRTG)为510 K，而斯特林放射性同位素发电机则为363 K)，Theat source是多任务放射性同位素热能发电机燃料芯的温度，假设为823 K(斯特林放射性同位素发电机为1123 K)。这使得多任务放射性同位素热能发电机的第二定律效率为14.46%，而斯特林放射性同位素发电机为41.37%)。

## 安全性

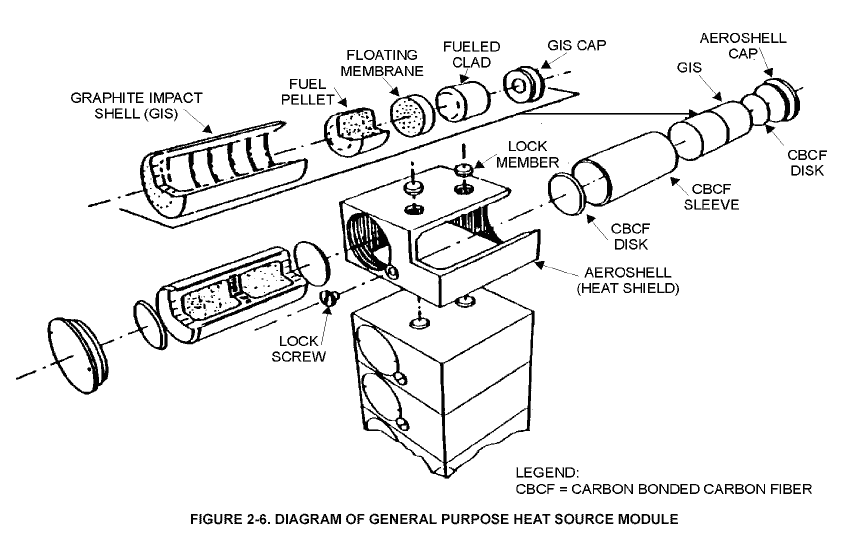
放射性同位素热能发电机通用热源模块堆示意图

### 偷盗
放射性同位素热能发电机中含有的放射性物质属危险品，甚至可以用于恶意目的。它们对真正的核武器几乎没有用处，但仍可应用于“脏弹”。前苏联用锶-90(锶90)建造了许多无人值守灯塔和导航信标。它们非常可靠，提供了稳定的电源，但大多数都没有保护措施，甚至没有围栏或警告标志。由于记录保存不善，一些设施的位置已经不为人所知。有一次，一名小偷曾打开了放射性隔间；而在另一起案例中，格鲁吉亚察伦吉哈区的三名伐木工发现了两只陶瓷装同位素热能发电机热源，它们的屏蔽保护层已被剥离，其中两人因背负热源后被严重辐射烧伤而住院治疗。最终，这些设施被回收并隔离。俄罗斯境内大约有1000台这样的放射性同位素热能发电机，所有这些发电机都早已超过所设计的10年使用期限。大多数发电机可能已不再工作，需要被拆除。尽管有放射性污染危险，它们中的一些金属外壳还是已被金属拾荒者剥去。

### 放射性污染
放射性同位素热能发电机存在放射性污染风险：如果装有燃料的容器泄漏，放射性材料可能会造成环境污染。
对于航天器而言，主要关切的是，如果在航天器发射或随后接近地球的过程中发生事故，有害物质可能会释放到大气中。因此，在航天器和其他地方使用有害物质已引起争议。但目前同位素热能发电机桶的设计不太可能会出现这种情况。例如，1997年发射的卡西尼-惠更斯探测器的环境影响研究充分评估了任务各阶段发生污染事故的可能性。在发射后最初的3.5分钟内，3台发电机中的一台或多台(或129台放射性同位素加热器)发生放射性泄漏事故的概率估计为1/1400；接下来进入轨道后的泄漏概率为1/476；在此之后，意外泄漏的可能性急剧降至百万分之一以下。假如在发射阶段发生了可能造成污染的事故(如航天器未能到达轨道)，则放射性同位素热能发电机实际造成污染的概率估计约为十分之一。 但最终发射圆满成功，“卡西尼-惠更斯号”顺利到达了土星。
这些同位素热能发电机中所用钚-238的半衰期为87.74年，而核武器和核反应堆中使用的钚-239的半衰期为24110年。半衰期较短的结果是钚-238的放射性约为钚-239的275倍(即17.3居里(640吉贝克)/克比0.063居里(吉贝克)/克)。例如，3.6千克钚-238每秒发生的放射性衰变次数与1吨钚-239相同。由于两种同位素的放射性致病率几乎完全相同，因此，钚-238的毒性是钚-239的275倍。
任何一种同位素發出的α辐射都不会穿透皮肤，但如果吸入或摄入钚，它可以照射内脏，尤其危险的是骨骼，其表面可能吸收同位素，以及肝脏，在那里同位素将被汇集并浓缩。

#### 事故
已经发生过几起涉及放射性同位素热能发电机供电的航天器事故：
1. 第一次是1964年4月21日发生的卫星发射失败，美国“子午仪5BN3”导航卫星未能进入轨道，在重返至马达加斯加以北上空时烧毁[41]。它的斯纳普9A型同位素热能发电机中17000居里(630太贝克)的金属钚燃料在南半球大气层中烧毁，数月后在该地区检测到了微量钚-238。这一事件导致美国太空總署安全委员会要求未来发射的放射性同位素热能发电机必须完整地返回地球，这反过来又影响了管道型同位素热能发电机的设计。
2. 第二次是“雨云 B1号”气象卫星，其运载火箭在1968年5月21日发射后不久因轨道不稳定而被下令摧毁。从范登堡空军基地发射的斯纳普9A型同位素热能发电机中含有相对惰性的二氧化钚，五个月后在圣巴巴拉海峡海底完好无损地被收回，没有发现环境污染[42]。
3. 1969年，第一辆月面步行者任务的发射失败，在俄罗斯大片地区撒落了钋-210 [43]。
4. 1970年4月，阿波罗13号任务失败，意味着舱登月舱将携带一台放射性同位素热能发电机返回大气层，并在斐济上空烧毁。它所携带的这台斯纳普27型同位素热能发电机中含有44500居里(1650太贝克)的二氧化钚，装在着陆器腿上的一个石墨桶中，在重入地球大气层时被完好地保存下来，正如事先规划的路径，轨道的安排使它能够落入在太平洋汤加海沟6-9公里深的海底。大气和海水取样没有发现钚-238污染，证实了该燃料桶在海床上完好无损的假设。预计该燃料桶中的燃料至少还有10个半衰期(即870年)。美国能源部已进行了海水测试，并确定设计用于抵御重返大气层的石墨外壳是稳定的，不会发生钚泄漏。随后的调查发现，该地区的自然背景辐射没有增加。阿波罗13号事故代表了一种极端的情况，因为飞船从地月轨道空间(地球大气层与月球之间的区域)返回时的速度极高。这次事故验证了新一代放射性同位素热能发电机的设计是高度安全的。
5. 1996年，俄罗斯发射了火星96，但未能离开地球轨道，数小时后又重返大气层。航天器上的两台同位素热能发电机总共携带了200克钚，并被认为能按设计要求在重返过程中幸存下来。现在估计它们跌落在范围为320公里长×80公里宽，东北-西南走向的椭圆形区域的某处，该椭圆区的中心位于智利伊基克以东32公里处[44]。

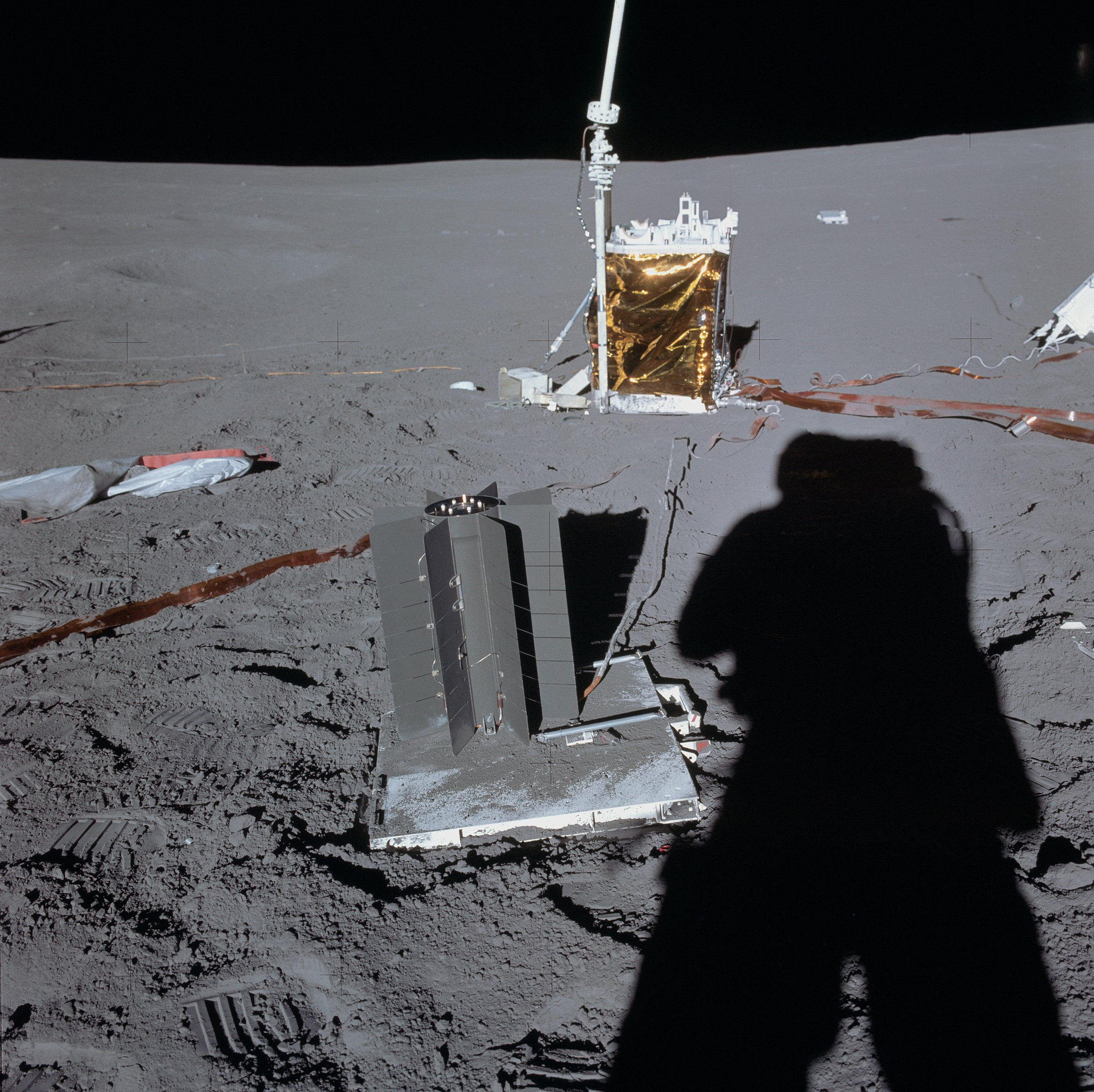
阿波罗14号太空人安放的一台“核辅助动力系统计划27型”同位素热能发电机，与阿波罗13号返回时丢失的热能发电机相同。

1965年，一台名为斯纳普19C型的放射性同位素热能发电机在印度楠达德维山山顶附近丢失。当时它们被安放在山顶附近的岩石中，面临暴风雪。原本安装后为中情局远程自动站供电，该站主要收集中国火箭测试基地的遥测数据。总共有7件设备包被雪崩卷入山谷中的冰川，再也没被找到，很可能已被融化的冰川粉碎。因此钚238锆合金燃料氧化了冰川下以羽流形式移动的土壤颗粒。
苏联很多为灯塔和信标提供电力的"贝塔M型"(Beta-M)放射性同位素热能发电机，已成为“失控”的辐射源。其中一些装置为获取废金属而被非法拆除(导致锶-90源完全暴露)、另一些已落入海洋或因设计不当或物理损坏使屏蔽层出现缺陷。美国国防部降低威胁合作计划表示担心，"贝塔M型"(Beta-M)放射性同位素热能发电机材料可被恐怖组织用来制造脏弹。

### 与裂变反应堆的比较
放射性同位素热能发电机与裂变反应堆使用极不同的核反应方式。
核动力反应堆(包括用于太空的小型反应堆)在链式反应中进行受控裂变，反应速率可以通过中子吸收控制棒来调节。因此功率可以根据需要而变化，或完全关闭(几乎)以进行维护，但需谨慎避免危险的高功率水平下的不受控操作，甚至爆炸或核熔毁。
放射性同位素热能发电机中不会发生链式反应，热能是通过自发的放射性衰变产生的，其速率不可调节且稳定下降，并只取决于同位素燃料的数量及其半衰期。在同位素热能发电机中，热能的产生不能随需求变化，也无法在不需要时关闭，并且不可能通过降低功耗来节省更多的能量。因此，可能需要辅助电源(如可充电电池)来满足用电高峰的需求，而且还必须始终提供足够的冷却，包括在太空任务发射前和飞行早期阶段。放射性同位素热能发电机不可能出现像核熔毁或核爆炸那样的惊人事故，但一旦火箭爆炸，或装置在重返大气层时解体，则仍有放射性污染的风险。

## 亚临界倍增同位素热能发电机
由于钚-238的短缺，目前提出了一种亚临界反应辅助的新型放射性同位素热能发电机。在这种放射性同位素热能发电机中，放射性同位素的α衰变也被用于含有合适元素如铍的α-中子反应中，这样就产生了长寿型的中子源。由于系统在接近但小于1的临界状态下工作，即有效中子倍增因子Keff<1，从而实现了亚临界倍增，增加了背景中子并从裂变反应中产生出能量。尽管放射性同位素热能发电机中产生的裂变数量非常少(它的伽马辐射可以忽略不计)，但由于每次裂变反应释放的能量是每次α衰变的30倍以上(200兆电子伏特，而非6兆电子伏特)，因此可以获得10%的能量增益，这意味着每次任务对钚238的需求量会减少。这一想法于2012年提交给美国太空總署，以加入每年一度的恩斯皮尔(NSPIRE)竞赛，2013年又转交爱达荷州国家实验室进行可行性研究，但基本要素仍未改变。

## 星际探测器用同位素热能发电机
放射性同位素热能发电机已被建议应用于实际的星际先驱任务和星际探测器上，这方面的一个示例是美国太空總署提出的“创新型星际探测器”(2003年至今)提案。2002年，为该类任务提出了使用镅241的放射性同位素热能发电机，它可将星际探测器的任务运行时间延长至1000年，因为从长期来看，能量输出下降的速度比钚慢。在这项研究中也检验了可应用于同位素热能发电机的其他同位素，考察了诸如瓦/克、半衰期及衰变产物等特性。1999年的一项星际探测器提案建议使用三种先进的放射性同位素能源(ARPS)。
放射性同位素热能发电机的电能可为科学仪器、地球通信提供电力，一项任务曾提议使用电力来为离子推力器提供动力，称这种方法为“放射性同位素电力推进”(REP)。

## 静电增强型放射性同位素热源
已提出的一种基于自感应静电场的放射性同位素热源功率增强方法，根据提出者的说法，使用的测试源已实现高达10%的提增幅度。

## 型号
常规的放射性同位素热能发电机是通过放射性衰变来提供动力，其特点是将热能转换为电能，但为了进一步了解具体情况，在此包括了一些在概念上有所变化的系统。

### 太空核电力系统
已知的探测器/核动力系统及结局。核动力系统面临着各种各样的结局，例如，阿波罗飞船的斯纳普27型同位素热能发电机被留在了月球上。其他一些探测器也有小型放射性同位素加热器，如每架火星探测车都有一台1瓦的放射性同位素加热器。探测器使用了不同数量的材料，例如火星科学实验室携带的“好奇号”火星车上就有4.8千克二氧化钚-238，而卡西尼号探测器上则有32.7千克。
| 名称和型号                    | 探测器及台数                                         | 最大输出值    | 最大输出值 | 放射性 同位素 | 所用燃料量(千克) | 质量(千克) | 功率/质量(发电 瓦/千克) |
| 名称和型号                    | 探测器及台数                                         | 电力(瓦)      | 热能(瓦)   | 放射性 同位素 | 所用燃料量(千克) | 质量(千克) | 功率/质量(发电 瓦/千克) |
| ----------------------------- | ---------------------------------------------------- | ------------- | ---------- | ------------- | ---------------- | ---------- | ----------------------- |
| 多任务型 MMRTG                | 火星科学实验室/好奇号火星车和毅力号/火星2020火星车   | 110           | c. 2000    | 钚238         | c. 4             | <45        | 2.4                     |
| 通用型 GPHS                   | 卡西尼号(3)、新视野号(1)、伽利略号(2)、尤利西斯号(1) | 300           | 4400       | 钚 238        | 7.8              | 55.9–57.8  | 5.2–5.4                 |
| 数百瓦级 MHW                  | 林肯实验卫星8/9号、旅行者1号(3)、旅行者2号(3)        | 160           | 2400       | 钚238         | c. 4.5           | 37.7       | 4.2                     |
| 斯纳普3B型 SNAP-3B            | 子午仪4A号卫星(1)                                    | 2.7           | 52.5       | 钚238         | ?                | 2.1        | 1.3                     |
| 斯纳普9A型 SNAP-9A            | 子午仪5BN1/2号卫星(1)                                | 25            | 525        | 钚238         | c. 1             | 12.3       | 2.0                     |
| 斯纳普19型 SNAP-19            | 雨云3号卫星(2)、先驱者10号(4)、先驱者11号(4)         | 40.3          | 525        | 钚238         | c. 1             | 13.6       | 2.9                     |
| 改进版斯纳普19型              | 海盗1号(2)、海盗2号(2)                               | 42.7          | 525        | 钚238         | c. 1             | 15.2       | 2.8                     |
| 斯纳普27型 SNAP-27            | 阿波罗12-17号实验包(1)                               | 73            | 1480       | 钚238         | 3.8              | 20         | 3.65                    |
| (裂变反应堆)布克(山毛榉5型)** | 海洋侦察卫星(1)                                      | 3000          | 100000     | 高浓缩铀235   | 30               | 1000       | 3.0                     |
| (裂变反应堆)斯纳普10A型***    | 核辅助动力系统10A号(1)                               | 600           | 30,000     | 高浓缩铀235   |                  | 431        | 1.4                     |
| 先进斯特林发电机              | 原型设计(未发射)，发现计划                           | c. 140 (2x70) | c. 500     | 钚238         | 1                | 34         | 4.1                     |

**山毛榉5型或布克反应堆是一个快速增殖反应堆，它使用基于半导体的热电偶将热量直接转化为电能，不是真正的放射性同位素热能发电机。
***斯纳普10A型并非真正的放射性同位素热能发电机，它使用浓缩铀燃料，氢化锆作为慢化剂，液态钠钾合金冷却剂，用铍反射体激活或停止反应堆为热电转换系统供热的方式来发电。
****不是真正的放射性同位素热能发电机，先进斯特林放射性同位素发电机(ASRG)是一台使用放射性同位素供热来运行的斯特林发电装置(见斯特林放射性同位素发电机)。

### 陆地型
| 名称和型号 | 应用                           | 最大输出值 | 最大输出值  | 放射性同位素      | 最大能耗 (千克) | 质量(千克)  |
| 名称和型号 | 应用                           | 电力(瓦)   | 热能(瓦)    | 放射性同位素      | 最大能耗 (千克) | 质量(千克)  |
| ---------- | ------------------------------ | ---------- | ----------- | ----------------- | --------------- | ----------- |
| 贝塔M型    | 废弃的前苏联无人值守灯塔和信标 | 10         | 230         | 锶90              | 0.26            | 560         |
| Efir-MA    | 废弃的前苏联无人值守灯塔和信标 | 30         | 720         | ?                 | ?               | 1250        |
| IEU-1      | 废弃的前苏联无人值守灯塔和信标 | 80         | 2200        | 锶90              | ?               | 2500        |
| IEU-2      | 废弃的前苏联无人值守灯塔和信标 | 14         | 580         | ?                 | ?               | 600         |
| Gong       | 废弃的前苏联无人值守灯塔和信标 | 18         | 315         | ?                 | ?               | 600         |
| Gorn       | 废弃的前苏联无人值守灯塔和信标 | 60         | 1100        | ?                 | ?               | 1050        |
| IEU-2M     | 废弃的前苏联无人值守灯塔和信标 | 20         | 690         | ?                 | ?               | 600         |
| IEU-1M     | 废弃的前苏联无人值守灯塔和信标 | 120 (180)  | 2200 (3300) | 锶90              | ?               | 2(3) × 1050 |
| 哨兵25型   | 美国北极远程监听站             | 9–20       |             | 钛酸锶(SrTiO3)    | 0.54            | 907–1814    |
| 哨兵100F型 | 美国北极远程监听站             | 53         |             | 氧化钛锶(Sr2TiO4) | 1.77            | 1234        |
| 涟漪 X     | 浮标、灯塔                     | 33         |             | 钛酸锶(SrTiO3)    |                 | 1500        |

## 另请参阅
- 碱性金属热电转换器
- 核电池——电池类型
- 射线电池
- 千瓦级(采用斯特林技术的千功率级反应堆)
- 光电核电池
- 放射性同位素加热器
- 核辅助电力系统
- 放射性同位素
- 斯特林放射性同位素发电机
- 热离子转换器
- 数百瓦级放射性同位素热能发电机

## 外部連結
- 美国太空總署放射性同位素动力系统网站–放射性同位素热能发电机 （页面存档备份，存于）
- 美国太空總署喷气推进实验室简报，用放射性同位素动力系统扩展疆界 （页面存档备份，存于）—提供了放射性同位素热能发电机信息和一个较长介绍的链接
- 太空观点：“卡西尼号”放射性同位素热能发电机之争
- 斯特林放射性同位素发电机 （页面存档备份，存于）
- 能源部捐资 – 好的链接 （页面存档备份，存于）
- 爱达荷国家实验室-放射性同位素热能发电机制造商
- 爱达荷国家实验室多任务放射性同位素热能发电机页面，带有基于照片的“虚拟观赏” （页面存档备份，存于）